# Paris Francesco Alghisi
Paris Francesco Alghisi (ou Paride Francesco Alghisi ou Algisi) (Brescia 19 juin 1666- Brescia 30 mars 1733) est un compositeur et organiste italien.

## Biographie
Alghisi a étudié la musique avec Orazio Pollarolo, organiste à la Cathédrale de Brescia, et père du célèbre compositeur Carlo Francesco Pollarolo. Il a probablement vécu entre 1681 et 1683, une courte période au service du roi de Pologne, alors que son professeur avait été nommé là-bas maître de chapelle. Une fois retourné dans sa ville natale, Alghisi entra dans l'Ordre de Saint-Philippe de Neri sans, toutefois, cesser de se consacrer à la composition de musique profane. À partir de 1690, il a été directeur de la chapelle de Santa Maria della Pace, église de l'ordre. La même année, il a postulé pour obtenir le poste d'organiste, mais sans succès. Toujours à cette période, il a été maître de chapelle du Collegio dei Nobili de Brescia, ainsi que membre de l'Accademia Filarmonica di Bologna. Le 10 février 1701, il a été nommé organiste de la cathédrale de Brescia, charge qu'il a exercée jusqu'à son décès.
Parmi ses élèves, figure Francisco José de Castro.

## Compositions
La production d'opéras d'Alghisi se résume à seulement deux œuvres, chacune de trois actes, les deux basées sur des livrets de G. C. Corradi et représentées au Teatro Santi Giovanni e Paolo de Venise en 1690. L'amor di Curzio per la patria a été écrit pour le Carnaval, alors que Il trionfo della continenza pour la saison d'automne.
Alghisi de 1697 à 1705 a composé une série d'oratorios annuels pour l'église de San Domenico. Ses œuvres sacrées ont continué à être exécutées à Brescia encore quelques dizaines d'années après sa mort. À cause de cela, dans le passé, a été répandue la fausse information qu'un autre compositeur homonyme avait vécu dans la ville entre 1733 et 1767.

## Œuvres

### Opéras
- L'amor di Curzio per la patria (livret de G. C. Corradi, 1690, Venise)
- Il trionfo della continenza (livret de G. C. Corradi, 1690, Venise)

### Oratorios
Tous représentés pour la première fois à Brescia.
- La giornata del Diporto (1692)
- Le piaghe sante da una ferita (1693)
- La mensa bersagliatrice dell'eresia (1695)
- Il trionfo della fede (1697)
- Megera delusa (1698)
- La gara del merito (1699)
- Il transito del glorioso S. Antonio di Padoa (1700)
- Il disinganno dell'intelletto (1701)
- Il serafino nell'amare e cherubino nell'intendere (1703)
- Il trionfo della sapienza (1704)
- Lite in cielo tra la sapienza e la santità (1705)

### Autres œuvres
- Sonata da camera per 2 violini, violoncello/clavicembalo, op.1 (1693, Modena)
- Cantate (1694, Bologna)
- Suaves accentus (mottetto per soprano, archi e organo)
- Divote canzonette
- Credo a quatro, per archi, organo e tastiera
- Diverses compositions sacrées